# Titidius difficilis
Titidius difficilis är en spindelart som beskrevs av Cândido Firmino de Mello-Leitão 1929. 
Titidius difficilis ingår i släktet Titidius och familjen krabbspindlar. Inga underarter finns listade i Catalogue of Life.